# Czech Juniors 2012
Das Czech Juniors 2012 als bedeutendstes internationales Nachwuchsturnier von Tschechien im Badminton fand vom 15. bis zum 18. November 2012 in Orlová statt.

## Sieger und Platzierte der Junioren U19
| Disziplin    | Gold                               | Silber                             | Bronze                             |
| ------------ | ---------------------------------- | ---------------------------------- | ---------------------------------- |
| Herreneinzel | Adam Mendrek                       | Filip Špoljarec                    | Matej Hliničan                     |
| Herreneinzel | Adam Mendrek                       | Filip Špoljarec                    | Shokhzod Gulomzoda                 |
| Dameneinzel  | Lucie Černá                        | Kaja Stanković                     | Martina Repiská                    |
| Dameneinzel  | Lucie Černá                        | Kaja Stanković                     | Victoria Dergunova                 |
| Herrendoppel | Maciej Dąbrowski Dominik Stebnicki | Miłosz Bochat Dominik Ziętek       | Jaromír Janáček Matěj Šváb         |
| Herrendoppel | Maciej Dąbrowski Dominik Stebnicki | Miłosz Bochat Dominik Ziętek       | Adam Mendrek Michal Světnička      |
| Damendoppel  | Maja Pavlinić Dorotea Sutara       | Kristina Averkina Gusel Yarmeeva   | Nikoleta Bálintová Martina Repiská |
| Damendoppel  | Maja Pavlinić Dorotea Sutara       | Kristina Averkina Gusel Yarmeeva   | Katarina Galenić Lucija Vlah       |
| Mixed        | Dávid Balucha Martina Repiská      | Alexandr Verner Victoria Dergunova | Jaromír Janáček Lucie Černá        |
| Mixed        | Dávid Balucha Martina Repiská      | Alexandr Verner Victoria Dergunova | Denis Verner Anastasia Nesterova   |